# Чемпіонат Мальти з футболу 2025—2026
Чемпіонат Мальти з футболу 2025—2026 (мальт. Premier League Malti 2025/26) — 111-ий сезон чемпіонату Мальти з футболу.

## Формат
Турнір складається з двох раундів: Відкриття та Заключного. На обох етапах команди грають в одноколовому турнірі визначаючи дві шістки, які в наступному етапі також в одне коло визначають найкращу команду в першій шістці та дві найгірші в другій. Очки після першого етапу зберігаються.
Якщо один і той самий клуб стане переможцем за підсумками двох раундів Відкриття та Заключного, то відповідно саме він оголошується чемпіоном в разі якщо це два різні клуби, вони грають між собою плей-оф, якщо їх більше, то одноколовий турнір. Така сама процедура передбачена і для клубів, що вибувають з ліги.

## Клуби
| Клуб               | Місто      | Арена                | Місткість |
| ------------------ | ---------- | -------------------- | --------- |
| Біркіркара         | Біркіркара | Національний стадіон | 17,797    |
| Валетта            | Валлетта   | Центенарі            | 2,000     |
| Гіберніанс         | Паола      | Гіберніанс Граунд    | 8,000     |
| Гзіра Юнайтед      | Гзіра      | Національний стадіон | 17,797    |
| Заббар Сент-Патрік | Заббар     | Іль-Фосс             | 1,000     |
| Марсашлокк         | Марсашлокк | Марсашлокк Граунд    | 1,000     |
| Моста              | Моста      | Чарлз Абела          | 600       |
| Нашшар Лайонс      | Нашшар     | Центенарі            | 2,000     |
| Сліма Вондерерз    | Сліма      | Спорткомплекс Тіне   | 1,000     |
| Таршіен Райнбоус   | Таршіен    | Тоні Кассар          | 1,000     |
| Флоріана           | Флоріана   | Індепенденс Арена    | 3,000     |
| Хамрун Спартанс    | Хамрун     | Віктор Тедеско       | 6,000     |

## Раунд відкриття

### Таблиця
| Поз | Команда            | І | В | Н | П | ГЗ | ГП | РГ | О | Кваліфікація       |
| --- | ------------------ | - | - | - | - | -- | -- | -- | - | ------------------ |
| 1   | Гіберніанс         | 1 | 1 | 0 | 0 | 5  | 3  | +2 | 3 | Чемпіонський раунд |
| 2   | Флоріана           | 1 | 1 | 0 | 0 | 3  | 1  | +2 | 3 | Чемпіонський раунд |
| 3   | Марсашлокк         | 1 | 1 | 0 | 0 | 3  | 1  | +2 | 3 | Чемпіонський раунд |
| 4   | Сліма Вондерерз    | 1 | 1 | 0 | 0 | 2  | 1  | +1 | 3 | Чемпіонський раунд |
| 5   | Хамрун Спартанс    | 1 | 0 | 1 | 0 | 1  | 1  | 0  | 1 | Чемпіонський раунд |
| 6   | Таршіен Райнбоус   | 1 | 0 | 1 | 0 | 1  | 1  | 0  | 1 | Чемпіонський раунд |
| 7   | Біркіркара         | 1 | 0 | 1 | 0 | 0  | 0  | 0  | 1 | Втішний раунд      |
| 8   | Валлетта           | 1 | 0 | 1 | 0 | 0  | 0  | 0  | 1 | Втішний раунд      |
| 9   | Заббар Сент-Патрік | 1 | 0 | 0 | 1 | 1  | 2  | −1 | 0 | Втішний раунд      |
| 10  | Гзіра Юнайтед      | 1 | 0 | 0 | 1 | 3  | 5  | −2 | 0 | Втішний раунд      |
| 11  | Моста              | 1 | 0 | 0 | 1 | 1  | 3  | −2 | 0 | Втішний раунд      |
| 12  | Нашшар Лайонс      | 1 | 0 | 0 | 1 | 1  | 3  | −2 | 0 | Втішний раунд      |

### Результати матчів
| Команда            | БІР | ФЛО | ГЗІ | ХАМ | ГІБ | МАР | МОС | НАШ | СЛІ | ТАР | ВАЛ | ЗАБ] |
| ------------------ | --- | --- | --- | --- | --- | --- | --- | --- | --- | --- | --- | ---- |
| Біркіркара         |     | —   | —   | —   | —   | —   | —   | —   | —   | —   | —   | —    |
| Флоріана           | —   |     | —   | —   | —   | —   | —   | —   | —   | —   | —   | —    |
| Гзіра Юнайтед      | —   | —   |     | —   | —   | —   | —   | —   | —   | —   | —   | —    |
| Хамрун Спартанс    | —   | —   | —   |     | —   | —   | —   | —   | —   | —   | —   | —    |
| Гіберніанс         | —   | —   | 5–3 | —   |     | —   | —   | —   | —   | —   | —   | —    |
| Марсашлокк         | —   | —   | —   | —   | —   |     | 3–1 | —   | —   | —   | —   | —    |
| Моста              | —   | —   | —   | —   | —   | —   |     | —   | —   | —   | —   | —    |
| Нашшар Лайонс      | —   | 1–3 | —   | —   | —   | —   | —   |     | —   | —   | —   | —    |
| Сліма Вондерерз    | —   | —   | —   | —   | —   | —   | —   | —   |     | —   | —   | —    |
| Таршіен Райнбоус   | —   | —   | —   | 1–1 | —   | —   | —   | —   | —   |     | —   | —    |
| Валетта            | 0–0 | —   | —   | —   | —   | —   | —   | —   | —   | —   |     | —    |
| Заббар Сент-Патрік | —   | —   | —   | —   | —   | —   | —   | —   | 1–2 | —   | —   |      |

## Заключний раунд

### Таблиця
| Поз | Команда            | І | В | Н | П | ГЗ | ГП | РГ | О | Кваліфікація       |
| --- | ------------------ | - | - | - | - | -- | -- | -- | - | ------------------ |
| 1   | Сліма Вондерерз    | 0 | 0 | 0 | 0 | 0  | 0  | 0  | 0 | Чемпіонський раунд |
| 2   | Біркіркара         | 0 | 0 | 0 | 0 | 0  | 0  | 0  | 0 | Чемпіонський раунд |
| 3   | Валлетта           | 0 | 0 | 0 | 0 | 0  | 0  | 0  | 0 | Чемпіонський раунд |
| 4   | Флоріана           | 0 | 0 | 0 | 0 | 0  | 0  | 0  | 0 | Чемпіонський раунд |
| 5   | Гзіра Юнайтед      | 0 | 0 | 0 | 0 | 0  | 0  | 0  | 0 | Чемпіонський раунд |
| 6   | Хамрун Спартанс    | 0 | 0 | 0 | 0 | 0  | 0  | 0  | 0 | Чемпіонський раунд |
| 7   | Гіберніанс         | 0 | 0 | 0 | 0 | 0  | 0  | 0  | 0 | Втішний раунд      |
| 8   | Марсашлокк         | 0 | 0 | 0 | 0 | 0  | 0  | 0  | 0 | Втішний раунд      |
| 9   | Моста              | 0 | 0 | 0 | 0 | 0  | 0  | 0  | 0 | Втішний раунд      |
| 10  | Нашшар Лайонс      | 0 | 0 | 0 | 0 | 0  | 0  | 0  | 0 | Втішний раунд      |
| 11  | Таршіен Райнбоус   | 0 | 0 | 0 | 0 | 0  | 0  | 0  | 0 | Втішний раунд      |
| 12  | Заббар Сент-Патрік | 0 | 0 | 0 | 0 | 0  | 0  | 0  | 0 | Втішний раунд      |

### Результати матчів
| Команда            | БІР | ФЛО | ГЗІ | ХАМ | ГІБ | МАР | МОС | НАШ | СЛІ | ТАР | ВАЛ | ЗАБ] |
| ------------------ | --- | --- | --- | --- | --- | --- | --- | --- | --- | --- | --- | ---- |
| Біркіркара         |     | —   | —   | —   | —   | —   | —   | —   | —   | —   | —   | —    |
| Флоріана           | —   |     | —   | —   | —   | —   | —   | —   | —   | —   | —   | —    |
| Гзіра Юнайтед      | —   | —   |     | —   | —   | —   | —   | —   | —   | —   | —   | —    |
| Хамрун Спартанс    | —   | —   | —   |     | —   | —   | —   | —   | —   | —   | —   | —    |
| Гіберніанс         | —   | —   | —   | —   |     | —   | —   | —   | —   | —   | —   | —    |
| Марсашлокк         | —   | —   | —   | —   | —   |     | —   | —   | —   | —   | —   | —    |
| Моста              | —   | —   | —   | —   | —   | —   |     | —   | —   | —   | —   | —    |
| Нашшар Лайонс      | —   | —   | —   | —   | —   | —   | —   |     | —   | —   | —   | —    |
| Сліма Вондерерз    | —   | —   | —   | —   | —   | —   | —   | —   |     | —   | —   | —    |
| Таршіен Райнбоус   | —   | —   | —   | —   | —   | —   | —   | —   | —   |     | —   | —    |
| Валетта            | —   | —   | —   | —   | —   | —   | —   | —   | —   | —   |     | —    |
| Заббар Сент-Патрік | —   | —   | —   | —   | —   | —   | —   | —   | —   | —   | —   |      |